# Autazes
Autazes é um município brasileiro localizado na Região Metropolitana de Manaus, no estado do Amazonas, Região Norte do país.
Ocupa uma área de 7 599,282 km² e sua população, estimada pelo Instituto Brasileiro de Geografia e Estatística (IBGE) em 2021, era de 41 005 habitantes, sendo assim o décimo-sexto município mais populoso do estado do Amazonas e o quinto de sua microrregião. Autazes sedia a maior festa bovina da Amazônia Ocidental, a Festa do Leite.

## História
Autazes era uma região bastante conhecida já no século XVIII, pela habitação dos índios Mura, famosos por resistirem ao sistema colonizador dos portugueses.
A origem do nome "Autazes" vem dos rios Autaz-Açú e Autaz-Mirim, ambos penetram e cortam o município de norte a sul. A exploração de suas terras iniciou-se por volta de 1637, através do Rio Madeira, pelos produtores de cacau e demais trabalhadores de produtos naturais. Porém, a ocupação definitiva de Autazes só aconteceu por volta de 1860. Inicialmente a cidade era chamada de Ambrózio Ayres, em homenagem ao fazendeiro bararoá que lutou contra os cabanos e desta luta teve a sua morte.
A Cabanagem também foi presenciada em suas terras, por volta de 1835 e 1840. Esse acontecimento, extraordinário na História do Brasil, envolveu índios, mestiços, negros e alguns brancos pobres que buscavam melhores condições de vida.

## Geografia
Sua população estimada em 2015 era de 37 033 habitantes. Sua localização é latitude -3,57972° e longitude -59,13056°. Tem uma área territorial de 7 599 km. Está noventa metros acima do nível do mar, e sua temperatura média é de 26 °C. Fica a 108 quilômetros de Manaus.

### Hidrografia
São diversos rios que cortam os arredores de Autazes, além de mais de cem lagos, sendo todos propícios à pesca e ao pouso de hidroaviões.
Esses locais contam com uma forte presença de operadores de barcos para o turismo de pesca. O peixe mais cobiçado é o tucunaré, que se tornou o peixe-símbolo da pesca esportiva no Brasil. Os destaques são os rios Preto e Pantaleão, que têm por características principais as águas escuras e um lago com vinte quilômetros de área. Já o rio Mamori atravessa a cidade e faz sua ligação com o município do Careiro Castanho. O rio Tupana é um dos mais preservados e selvagens da região.

## Subdivisões

### Distritos
| Distrito  | População |
| --------- | --------- |
| Autazes   | 20448     |
| Murutinga | 3897      |

## Economia

### Produção de leite de búfala
Segundo dados do IBGE, Autazes possui a maior produção de leite de búfala do Brasil, com 1,7 milhões de litros produzidos em 2006. (fonte: Censo Agropecuário de 2006 do IBGE)

### Agropecuária
A produção agropecuária baseia-se na criação de gado leiteiro, o que valeu a Autazes o título de cidade do leite e do queijo. Também há uma grande produção de queijo coalho, queijo manteiga e leite, bem como o cultivo de mandioca (farinha), cupuaçu, guaraná, laranja, feijão e milho.

## Feriados municipais
- 27 de junho - Dia do Mestiço.[11]
- 18 de agosto - Dia de São Joaquim e Sant'Ana (Padroeiros de Autazes)

## Infraestrutura

### Saúde
O município possuía, em 2009, 10 estabelecimentos de saúde, sendo todos estes públicos municipais ou estaduais, entre hospitais, pronto-socorros, postos de saúde e serviços odontológicos. Neles havia 28 leitos para internação. Em 2014, 96,79% das crianças menores de 1 ano de idade estavam com a carteira de vacinação em dia. O índice de mortalidade infantil entre crianças menores de 5 anos, em 2016, foi de 16,85 indicando um aumento em comparação a 1997, quando o índice foi de 15,42 óbitos a cada mil nascidos vivos. Entre crianças menores de 1 ano de idade, a taxa de mortalidade reduziu de 15,42 (1997) para 8,99 a cada mil nascidos vivos, totalizando, em números absolutos, 222 óbitos nesta faixa etária entre 1997 e 2016. No mesmo ano, 33,15% das crianças que nasceram no município eram de mães adolescentes. Conforme dados do Sistema Único de Saúde (SUS), órgão do Ministério da Saúde, a taxa de mortalidade devido a acidentes de transportes terrestres registrou 13,24 óbitos em 2016, revelando um aumento comparando-se com o resultado de anos anteriores, quando não se registrou nenhum óbito neste indicador. Ainda conforme o SUS, baseado em pesquisa promovida pelo Sistema de Informações Hospitalares do DATASUS, não houve internações hospitalares relacionadas ao uso abusivo de bebidas alcoólicas e outras drogas, entre 2008 e 2017.
A taxa de mortalidade infantil média na cidade é de 10,5 para 1.000 nascidos vivos. Em 2016, 62,50% das mortes de crianças com menos de um ano de idade foram em bebês com menos de sete dias de vida. Óbitos ocorridos em crianças entre 7 e 27 dias de vida não foram registrados. Outros 37,50% dos óbitos foram em crianças entre 28 dias e um ano de vida. No referido período, houve 6 registros de mortalidade materna, que é quando a gestante entra em óbito por complicações decorrentes da gravidez. O Ministério da Saúde estima que 60% das mortes que ocorreram em 2016, entre menores de um ano de idade, poderiam ter sido evitadas, especialmente pela adequada atenção à saúde da gestante, bem como pela adequada atenção à saúde do recém-nascido. Cerca de 98,7% das crianças menores de 2 anos de idade foram pesadas pelo Programa Saúde da Família em 2014, sendo que 0,4% delas estavam desnutridas.
Autazes possuía, até 2009, estabelecimentos de saúde especializados em clínica médica, obstetrícia e pediatria e nenhum estabelecimento de saúde com especialização em psiquiatria, traumato-ortopedia, cirurgia bucomaxilofacial, neurocirurgia ou outras especialidades médicas. Dos estabelecimentos de saúde, apenas 1 deles era com internação. Até 2016, havia 36 registros de casos de HIV/AIDS, tendo uma taxa de incidência, em 2016, era de 5,30 casos a cada 100 mil habitantes, e a mortalidade, em 2016, 7,95 óbitos a cada 100 mil habitantes. Entre 2001 e 2012 houve 199 casos de doenças transmitidas por mosquitos e insetos, sendo as principais delas a leishmaniose e a dengue.